# Куница да Романо
Кунѝца да Ромàно (на италиански: Cunizza da Romano; * 1198, † сл. 1279) е италианска благородничка, дъщеря на Ецелино II да Романо и сестра на Ецелино III и на Алберико да Романо.

## Биография

### Младост
Биографията ѝ ни е известна не толкова от оскъдните исторически документи, колкото от летописите и литературните извори, но те не могат да се считат за напълно достоверни. Основните източници са Cronica in factis et circa facta Marchiae Trivixanae от Роладино да Падова и Chronica dominorum Ecelini et Alberici fratrum de Romano от Джералдо Мауризио от Виченца, и двете свързани със събитията в съответните градове през периода на Ецелино. Нейните любовни връзки се споменават с ирония в тенсоните на трубадурите Жофре Рефорза дьо Третс, Юк дьо Сен Серк и Жоане д'Албюсон, докато Пейре Гийем дьо Лузерна и Сордело да Гойто са солидарни с нея.
Куница е най-малкото дете на Ецелино II да Романо и Аделаида дели Алберти и вероятно е родена през 1198 г. Името ѝ е италианизираната форма на Кюнеке (долнонемска форма за Кунигунда).
Родителите ѝ се женят около 1188 г. след отказа на Ецелино от третата му съпруга Чечилия д'Абано, изнасилена за отмъщение от Герардо да Кампосампиеро, понеже първоначално той е бил сгоден за нея, но бащата на Ецелино II успява да убеди настойника ѝ да я омъжат за сина му. Аделаида е дъщеря на Алберто IV от графовете на Прато и Мангона, с прякор „Яростните графове“.  
Нищо не се знае за детството на Куница или къде е родена, дали в бащините ѝ владения на Онара или Романо. Освен братята си Ецелино и Алберико Куница тя има три сестри - Палма Новела, София и Имилия (или Емилия), и три полусестри - Палма, Агнезе и Аделазия от предишни бракове и връзки на баща ѝ.
Наследство и брачна политика във Венето през 13 век
Както във всички италиански благороднически семейства от онова време семейното богатство се разпределя чрез кръвни или брачни връзки. Децата на благородника обикновено получават братство, тоест поравно разделено наследство. От баща си през 1223 г. Ецелино III получава братство върху огромните владения заедно с брат си Алберико, докато Куница получава 3000 венециански лири, които да бъдат използвани като зестра. Следователно има промяна в политиките за наследяване, от по-патриархален характер в сравнение с предишното поколение, което е познавало велики наследници като Чечилия д'Абано и Сперонела Далезмани. Жената е можела да има достъп до част от зестрата си след смъртта на съпруга си, но няма доказателства, че Куница е възстановила средствата от зестрата си след второто си вдовство.
След като получава своя дял от наследството, Ецелино III работи както във военно отношение, така и чрез хитра брачна политика, за да увеличи влиянието си във Венето. През 1249 г. той затваря трима членове на фамилията Далезмани, на теория най-доверените му съюзници, тъй като тримата падуански благородници всъщност са организирали тайно брака между Куница и граф Рицардо да Сан Бонифачо от Верона, заклетият враг на Ецелино. За последния съюзът е еквивалентен на обявяване на война и докато е жив, да Романо продължава да използва брака и като повод за война – метод, смятан за определено неортодоксален за времето.

### Първи брак и отвличане от Сордело
Знае се със сигурност, че през 1222 г., по време на подеста Гулиелмо Амато, 24-годишната Куница се омъжва за 32-годишния граф Рицардо да Сан Бонифачо, син на Бонифачо, от семейството на графовете на Верона. Бракът е част от политиката на Ецелино II, който възнамерява да подобри отношенията със съперничещото семейство и същевременно да въведе своето в обществения живот на Верона. Неслучайно почти по същото време нейният брат Ецелино III се жени за сестрата на Рицардо Дзилия. Година по-рано другият им брат Алберико се жени за благородничката от Виченца Беатриче, за да консолидира позицията си в града, чиито територии са част от неговата братска територия. Следователно може да се съзре умелото ръководство на стария Ецелино II, на път да се оттегли в религиозния живот, за поставянето на братята да Романо на преден план на регионалната политическа сцена.
За съжаление скоро напрежението между двете семейства нараства отново поради съюза между Сан Бонифачо и Есте – семейство, което е политически противопоставено на семейство Да Романо. Да Романо продължават да подкрепят сем. Монтеки срещу pars Comitum водени от Сан Бонифачо. Следователно както Ецелино, така и баща му преценяват, че Куница е в опасност да стане заложница в къщата на Рицардо и решават по взаимно съгласие да възложат на трубадура Сордело да Гойто да я отвлече и да я върне на безопасно място в двора на баща ѝ. Според Джироламо Бискаро събитието трябва да се постави между втората половина на 1222 г. и края на 1223 г., докато Фернандо Колети го датира през 1226 г., въпреки че през 1225 г. Куница вече е до етърва си Дзилия в Тревизо и Одерцо, при родното ѝ семейство. Със сигурност през 1226 г., когато Ецелино III става кмет на Верона и се възползва от възможността да изгони девер си Рицардо, може да се каже, че съюзът между двамата съпрузи е де факто прекъснат.
Според vida A Сордело се влюбва в Куница за забавление и тя в него, още когато двамата живеят в двора на Сан Бонифачо във Верона, но връзката им остава платонична по природа и съответства на концепцията за куртоазната любов. Доказателство за това е партимен между Сордело и Гийем дьо ла Тор - Uns amics et un amia, където двамата събеседници съдят съответно Аделаида ди Виадана и Куница. Във vida B обаче Сордело, описан като голям любовник, фалшив и измамник към жените и господата, при които живее, ухажва и съблазнява Куница, която е страстна жена, привлечена от авантюрите, така че не е изключено след бягството отношенията им да са се конкретизирали, както твърди и Роландино.
Отвличането на Куница предизвиква огромна сензация, подсилена от трубадурите: повече или по-малко завоалирани препратки към тази афера се съдържат в творбата на Жофре Рефорза дьо Третс Dui cavalier ioglar mi dizon mal, в творбата на Пейре Бремон Рика Нова En la mar major sui e d'estiu e d'invern и в Lo bels terminis m'agenssa и Tant fort m'agrat del termini novel, в творбата на Гране и Бертран д'Аламано Pos anc no us valc amors, senhe N Bertran, в която обаче се споменава повече репутацията на Сордело като Дон Жуан, със сигурност нараснала от епизода на отвличането на Куница.
Междувременно Куница има син от съпруга си, наречен Леоизио или Лудовико, който обаче трябва да остави във Верона, когато Сордело я отвлича. Раздялата между майката и детето, колкото и да е болезнена, е практика по това време както в случаите на анулиране на брака, така и при вдовство, за да се гарантира стабилността и произхода на семейството на съпруга. Освен това не може да се изключи, че Сан Бонифачо не биха се поколебали да отстоят родителската си власт над детето, дори със сила – проблем, който да Романо искат да избегнат, като се има предвид, че те тайно са отвели Куница и че никога не поискват официално анулирането на брака.
След отвличането на съпругата му Рицардо продължава съюза си със сем. Есте в противовес на амбициите на бившия си девер: през 1230 и 1231 г. той е затворен от Ецелино III за това, че атакува неговата крепост в Лониго в района на Виченца. След несигурния мир от Пакуара (1233 г.) Сан Бонифачо се оказва във все по-политическа изолация във Верона, където Ецелино III и сем. Монтеки вече твърдо държат властта. През 1237 г. Рицардо отново е кмет на Мантуа и за кратко се помирява с Фридрих II, но през юни 1239 г., в момента на най-големите усилия на императора да утвърди властта си в Северна Италия, той е прогонен от Верона и активите му също са конфискувани като маркизите на Есте и цялата гвелфска партия.
Междувременно синът на Куница Леоизио наследява графската титла през 1237 г., както и контрола над замъка Сан Бонифачо. През 1243 г. младият граф се оказва обсаден от собствения си вуйчо, лично командващ армията на Верона. Според хрониките на Роландино Ецелино III по този повод се отнася към племенника си с много „familiaritas et dilectio“ и го призовава да бъде благоразумен. Ако се предаде, да Романо се заклева да му даде разрешение, за да се събере отново с баща му и да продължи да притежава движимото му имущество. Вероятно усещайки невъзможността да се защити отвъд крепостта, Леоизио приема предложението на вуйчо си и му предаде замъка, който веднага е щателно разрушен от Ецелино. След като се присъединява към баща си Рицардо в Мантуа, Леоизио следва съдбата му до смъртта си през 1252 г. и продължава да служи за военен за гвелфите в съюз с фамилията Есте.

### Връзка с Бонио да Тревизо и втори брак
Любовната история между Сордело да Гойто и Куница е краткотрайна: според la vida A Ецелино III побързва да прогони трубадура от двора си, за да запази репутацията на дома си и на сестра си, вече компрометирана със скандалното ѝ отвличане. Освен това Сордело е от по-нисък ранг от рода да Романо и следователно връзката му с един от техните представители е възприемана като опит за социално изкачване от мантуанския трубадур.
Vida B разказва за още един скандал, довел до отстраняването на Сордело от Тревизанската марка. След като изоставят Верона, двамата бегълци първоначално намират убежище в замъка на Ецелино в Одерцо, а оттам преминават към близкия замък Левада недалеч от Понте ди Пиаве, на границата на територията на Ченеда, близо до Енрико и неговите синове Гулиелмо и Валпертино от Страсо, приятели на семейство да Романо: тук Сордело се влюбва в Ота, дъщерята на Енрико, и се жени тайно за нея. Едва в този момент, според vida-та, заплашен от сем. Страсо и от роднините на графа на Сан Бонифачо, Сордело намира убежище при Ецелино, следователно около 1227 г., когато да Романо, напускайки службата на кмет на Верона, се установява в столица на марката своя двор. Присъствието на мантуанския трубадур в Тревизо се потвърждава в поетичния дебат с Пейре Бремон Рика Нова в сервентзата En la mar majo. Въпреки това между 1228 и 1229 г., поради натиска на Страсо върху техния съюзник и може би усещането, че те вече не са в благоволението на самия Ецелино, със сигурност раздразнен от по-малко почтената сянка, хвърлена върху семейството му поради връзката на трубадура със сестрата Сордело е принуден да бяга в Прованс в двора на граф Раймон Беренгер IV, придружен от славата си на поет, но още повече като придворен и Дон Жуан. Това му заминаване се потвърждава още веднъж от Пейре Бремон, според когото Сордело е трябвало да избяга от Италия поради „смела“ постъпка, намеквайки или за отвличането на Куница, или за тайната сватба с Ота ди Страсо.
Вторият епизод, в който главният герой е Куница, също се развива през тези години и който е отразен в някои трубадурски творби. Нетърпелива към перспективата за други брачни съюзи, тя междувременно взима Бонио от Тревизо за свой любовник, когото Джироламо Бискаро идентифицира с Енрико да Бонио, син на Джовани и брат на Леонардо да Бонио. Енрико фигурира в поредица от актове от 1213 до 1221 г. с титлата „judex“ и с функциите на прокурор на комуната и консул-съдия на курията на подеста. През 1221 г. името му се появява в списъка на гражданите, които се заклеват в проповедта да спазват присъдите и предписанията, които легатът Уголино ще произнесе в споровете на Комуната срещу патриарха на Аквилея и епископа на Фелтре и Белуно. Когато той и Куница се срещат, Енрико вече има два брака зад гърба си и сключва трети с Чечилия; той е баща на много деца, както и притежател на значително богатство.
От сервентеза на трубадура Юк дьо Сен Серк в отговор на тази на съперника Пейре Гийем дьо Лузерна, очевидно връзката между Куница и Енрико не трябва да е започнала твърде дълго след напускането на техния мантуански колега на Тревизанската марка, а "terna" може би намеква за тримата мъже от да Романо, които бързо следват един след друг: нейният съпруг Рицардо да Сан Бонифачо, Сордело да Гойто и сега Енрико да Бонио. В Qi na Cuniça guerreja Пейре Гийем дьо Лузерна всъщност поема защитата на Куница срещу клеветниците, които от гордост и завист разпространяват само клевети за нея; Юк дьо Сен Серк отговаря точно на него със своя Peire Guillem, de Luserna, като преди всичко изобличава вината на благородничката, както и разбива защитата на своя събеседник с изтънчено риторично умение. Точно насилственият тон на обвинението, отправено срещу Куница от Юк дьо Сен Серк – главният придворен поет и говорител на Алберико да Романо, показва как и тази връзка не е била одобрена от братята да Романо, още повече ако любовникът ѝ е женен с деца.
Отново според хрониките на РоландиноКуница, дълбоко влюбена в Бонио, всъщноса предизвиква допълнителен скандал, като бяга с него. Най-накрая свободни, двамата влюбени предприемат дълго пътуване, отдавайки се години наред на забавления и пазаруване. Жоане д'Албюсон изглежда също се позовава на този втори епизод във Vostra dompna, segon lo meu semblan, иронична сатирична сервентеза, насочена лично към Сордело да Гойто, когато той вече живее в Прованс. В него Жоане, намеквайки за пътуванията на Куница с Бонио, докладва на мантуанския трубадур, че неговата дама (чието име обаче не споменава изрично) го имитира: докато всъщност той завладява Прованс, Англия, Франция, Люнел, Лимузен, Оверн и Виен, Бургундия и Испания - тоест Западът, неговата дама щеа завладее империята на Мануил, Унгария и великата Кумания и дори Русия и империята, която е отвъд морето - накратко, целия Изток, така че и двамата ще заедно ще завладеят света.
Въпреки че това романтично бягство компрометира отношенията между Куница и нейното семейство, те не са напълно прекъснати, тъй като тя и нейният любовник се завръщат след години на приключенски скитания, за да живеят заедно в Тревизо, управлявано тогава „contra voluntatem Ecelini“ от нейния брат Алберико от Романо. Въз основа на това последно уточнение може да се определи завръщането на двойката не по-рано от май 1239 г., когато Алберико, след като се разбунтува срещу заповедта на императора да депортира любимата му дъщеря Аделаида и неговия зет Риналдо д'Есте в Пулия, с подкрепата на Гуечелоне V и Биакино III да Камино е окупирал града, отнемайки го от брат му Ецелино (и следователно от имперския контрол) и го връщат, поне формално, в рамките на pars Ecclesie. Самата Куница, в знак на благодарност за гостоприемството и защитата, финансира Алберико от собствения си джоб в борбата му срещу техния брат Ецелино, а Бонио предоставя военните си ресурси и се ангажира да се бие в случай на нападение. Което точно се случва през 1242 г.: по време на обсадата на Тревизо от Ецелино, която според Роландино се е случва в навечерието на Великден, Бонио е ранен от удар с меч и умира малко след това – трагичният завършек на това, което някои смятат за единствената истинска любов на Куница.
Въпреки че е посветила години и финансови средства срещу брат си Ецелино, Куница решава да се помири и с него, особено сега, след като е загубила подкрепата на любовника си, рискува да се окаже в икономически и политически позор. Самият Алберико избира същия път и, възползвайки се от смъртта на Гечелоне през 1242 г., той също скоро се отървава от предишния си съюзник Биакино да Камино, обвинявайки го в предателство през 1244 г. Много членове на благородническите фамилии на Тревизо са изпратени в изгнание във Венеция, а много други се местят там по собствено желание, след като претърпяват свирепи преследвания и унищожаването на къщи и кули в града.
Междувременно съпругът на Куница, Рицардо да Сан Бонифачо, чийто брак никога не е бил анулиран де юре, умира в Бреша през 1252 г. Това прави благородничката официално свободна да сключи нов брак и всъщност брат ѝ Ецелино не пропусна да ѝ осигури нов съпруг – благородника от Виченца Наймерио да Бреганце, чието семейство, според това, което научаваме от хрониста Джерардо Мауризио, е политически свързан с Ецелино още през 1236 г. Следователно този втори брак има за цел да консолидира дългогодишен съюз. Самият Наймерио се появява през 1250 г. като свидетел в акт за продажба, където да Романо купува територии от своя род. Нищо обаче не се знае за живота на Куница с Наймерио и съдбата на последния също е неясна. Според Роландино Наймерио умира преди зет си Ецелино „in eius gracia“, но не уточнява точно при какви обстоятелства. Други версии за смъртта на Наймерио показват, че той е убит от зет си или убит в битка при Лонгаре през 1256 г., където се е бил от името на фракцията на Ецелино. Батиста Палярини обаче съобщава как през 1256 г. Наймерио е напуснал Виченца в доброволно изгнание, подражаван от много други местни семейства, които, подобно на него, предпочитат да оставят своите блага, вместо да търпят повече тиранията на Ецелино. Той и тези други изгнаници от Виченца са намерили убежище в Падуа след загубата на властта на фамилията да Романо над града. Остава неизвестно дали Куница следва съпруга си в изгнание или остава близка с брат си.
След смъртта на Ецелино, според Роландино, Куница сключва нов брак с благородник от Веронезе. Това събитие изглежда малко вероятно, тъй като Ецелино умира през 1259 г., когато сестра му е на повече от 60 г. Освен това в завещанието му от 1265 г. не се споменава за съпруг от страна на жената.

### Последни години
Въпреки разорението на фамилията Романо, последвано от смъртта на Ецелино през 1259 г. в Сончино и клането на Алберико и неговите роднини през 1260 г. в Сан Дзеноне, Куница успява да избяга от враговете си, като се приютява навреме в Тоскана при роднините си по майчина линия, където са подписани последните документи, с които сме запознати. Това са два чисто символични акта, които благородничката изготвя в опит да оправдае величието на семейството си, също така да спре въздействието на антиецелиниевите хроники на Роландино, публикувани през 1262 г. Първият е с дата 1 април 1265 г. и е написан в къщата на Кавалканте Кавалканти: Куница дава свобода на всички слуги на бандата, които са били в служба на семейството му, но това вече е потвърдено години по-рано от папска була от 1258 г. Александър IV. Една интересна клауза обрича на Ада всички останали роби, измъчвали Алберико и семейството му в Сан Дзеноне. Във втория, съставен в резиденцията Рока ди Чербая на графовете на Мангона от юриста Конвеневоле да Прато през юни 1279 г., тя дарява на своя братовчед граф Алесандро ди Мангона (поместен в Коцит от Данте) всички притежания, които са принадлежали на нейните братя във Веронската марка, което е невъзможно да се приложи, като се има предвид, че активите на да Романо са конфискувани и преразпределени от правителствата на венецианските общини, включително замъка Муса, собственост на благородничката, включен в комуната на Тревизанската марка. Този документ също така разкрива как Куница е имала значителен личен доход от 0 хил. лири, които ѝ позволяват да живее комфортно по време на изгнанието си.
Куница умира в годините непосредствено след 1279 г.

## В литературата

### В „Рай“ на Данте
Данте Алигиери вмъква Куница да Романо, която може би е срещнал лично, когато вече възрастна, тя живее в Тоскана, в песен IX от „Рай“, поставяйки я в небето на Венера сред душите, които са живели под влиянието на „красивата планета, която утешава човек да обича“. Срещата следва тази на Карл Мартел и предшества тази на Фулк Марсилски, образувайки триптих върху упадъка на италианското общество, в контраст с екстатичното видение на Рая; Куница, по-специално, осъжда греховете и предсказва нещастията на народите, „които Талиаменто и Адидже обграждат“, тоест жителите на Веронската марка. Изборът на поета да включи този двусмислен герой в „Рай“ се обсъжда от коментатори от древни времена. Якопо дела Лана и Отимо омаловажават нейната слава, смятайки я за „честна“ жена, посветена само на куртоазната и поетична любов. Но много други предпочитат да я описват като похотлива жена, която се е опомнила късно в живота си, осигурявайки нейното спасение (според Cassinesi Chiose « sicut decisit Madalena »).
По-сложни са мненията на съвременните критици. Уго Фосколо е сред първите, които се чудят дали Куница, сестрата на гибелина Ецелино, всъщност не е способна да предскаже и осъди кървавите действия на гвелфите в Марке. Подобен е и коментарът на Адолфо Бартоли, според който Данте в случая дава предимство на собствените си историко-политически възгледи пред оправданията, свързани със спасението на Куница.
Като оставим настрана Бенедето Кроче (той чете епизода като почит на Данте към очарователната Куница), стигаме до тезите на Елиза Симиони и Манфреди Порена, които повтарят, че чрез благородничката поетът е искал да издигне рода да Романо – горди гибелини, близки до Фрридрих II и предшественици на Кангранде дела Скала, в опозиция на гвелфизма, който след падането на дома се разпространява из венецианските градове, жадни за отмъщение. Това обяснява защо Куница не е описана ни най-малко, нито от физическа, нито от морална гледна точка: нейната история не се фокусира върху самата нея, а има единствената цел да говори от името на нейната разкъсана земя.

### В други произведения
Първата опера на Джузепе Верди – „Оберто, граф Сан Бонифачо“ разказва за брака между Куница и Рицардо ди Сан Бонифачо по много свободен и ясно романтичен начин.
Куница се споменава както в Sordello на Робърт Браунинг, така и в The Cantos на Езра Паунд.

## Брак и потомство
Куница се омъжва два пъти:
∞ 1. за Рицардо ди Сан Бонифачо (* 1190, Верона; † 1252, Бреша), от когото има един син:
- Леоизио (или Лудовико) ди Сан Бонифачо (* 1224, Верона; † 1283, Реджо). Въпреки че наследява титлата на граф на Верона през 1237 г., той живее като изгнаник през целия си живот, умирайки в Реджо, където служи като кмет. Около 1260 г. се жени за тевтонска благородничка, от която има Винчигуера – негов политически наследник и първороден син, Бонифачо, Троило и Мабилия, дефинирана от Салимбене като „pulcherrima virgo“. Припомняйки непоколебимата лоялност на Леоизио и неговите предшественици към партията на гвелфите, Салимбене изразява съжаление, че „comes vero Sancti Bonifatii, qui Veronae dominium habere debeat, vagabundus, ut vidi, ibat per mundum“.[6]

∞ 2. за Наймерио да Бреганце, от когото няма деца.